# Chiesa dei Santi Donato e Biagio in Carraia
La chiesa dei Santi Donato e Biagio in Carraia è un luogo di culto di Capannori.

## Storia e descrizione
L'edificio attuale risale al XVII secolo ed è situato con abside a est. Le precedenti fondamenta erano più piccole e con abside volto a mezzogiorno; la prima piccola chiesuola era antecedente all'anno 1000.
Presenta una costruzione a tre navate e a quattro spioventi; all'interno è affrescata sulle volte ed ha una pavimentazione smaltata eccetto la zona dell'altar maggiore, piastrellata in marmo. Gli altari laterali sono dedicati, quello a sinistra alla presentazione di Maria Vergine al tempio, e quello a destra a Maria Nostra Signora. La statua posta a questo altare, di terracotta invetriata, è di altissimo pregio artistico ed è stata attribuita a Matteo Civitali. Si dice che il simulacro, trovandosi su un carro diretto a Roma, passando da Carraia subì una crepatura; questo fu il segno che la statua doveva esser lasciata in questa chiesa.
Sopra la porta centrale è posto l'organo. Questo, con cassa e cantoria in mogano riccamente lavorate, risale alla fine dell'Ottocento ed è opera della ditta organaria Agati Tronci. Esso è tuttora funzionante, anche se necessita di restauri, ed è apprezzabile per il bel timbro del suono e la quantità relativamente abbondante dei registri.
All'esterno la chiesa è costruita in pietra di Guamo, come il seicentesco campanile che presenta le quattro campane dedicate ai santi protettori del paese e alla Madonna Addolorata.
Sul fianco sinistro dell'edificio si trova un piccolo ma elegante portico che, come testimonia una targa apposta sul muro antistante, risale anch'esso al XVII secolo. Sul medesimo lato, poco discosta dalla chiesa, si trova una tipica Croce della Passione in metallo, purtroppo frammentaria, eretta in occasione dell'Anno Santo 1900 (come si legge sul basamento).
Reimpiegato su un muro antistante il lato sud del campanile, si trova un bassorilievo marmoreo di discrete dimensioni raffigurante probabilmente San Bernardo di Chiaravalle (così interpretabile anche per la presenza della mitria ai piedi, a significare il rifiuto della dignità vescovile); la mancanza di attributi più significativi impedisce però un'identificazione certa. Il manufatto è stilisticamente antecedente al XVIII secolo.
Il campanile staccato dalla chiesa ospita un doppio di quattro campane in Mi3 frigio, fuse da Luigi Magni e figli di Lucca nel 1947 (di cui la maggiore ha un peso di 1111 kg).
Per molti anni il complesso ha subìto l'ingombrante presenza, a pochi metri di distanza, del casello autostradale di Capannori (sulla A11 Firenze-Mare), il cui traffico conseguente è stato concausa di gravi danni alla struttura della chiesa. Nel 2008 l'uscita per Capannori è stata spostata molto più a Est (in località Frizzone) e l'edificio ha goduto di alcuni interventi di restauro.

## Galleria d'immagini

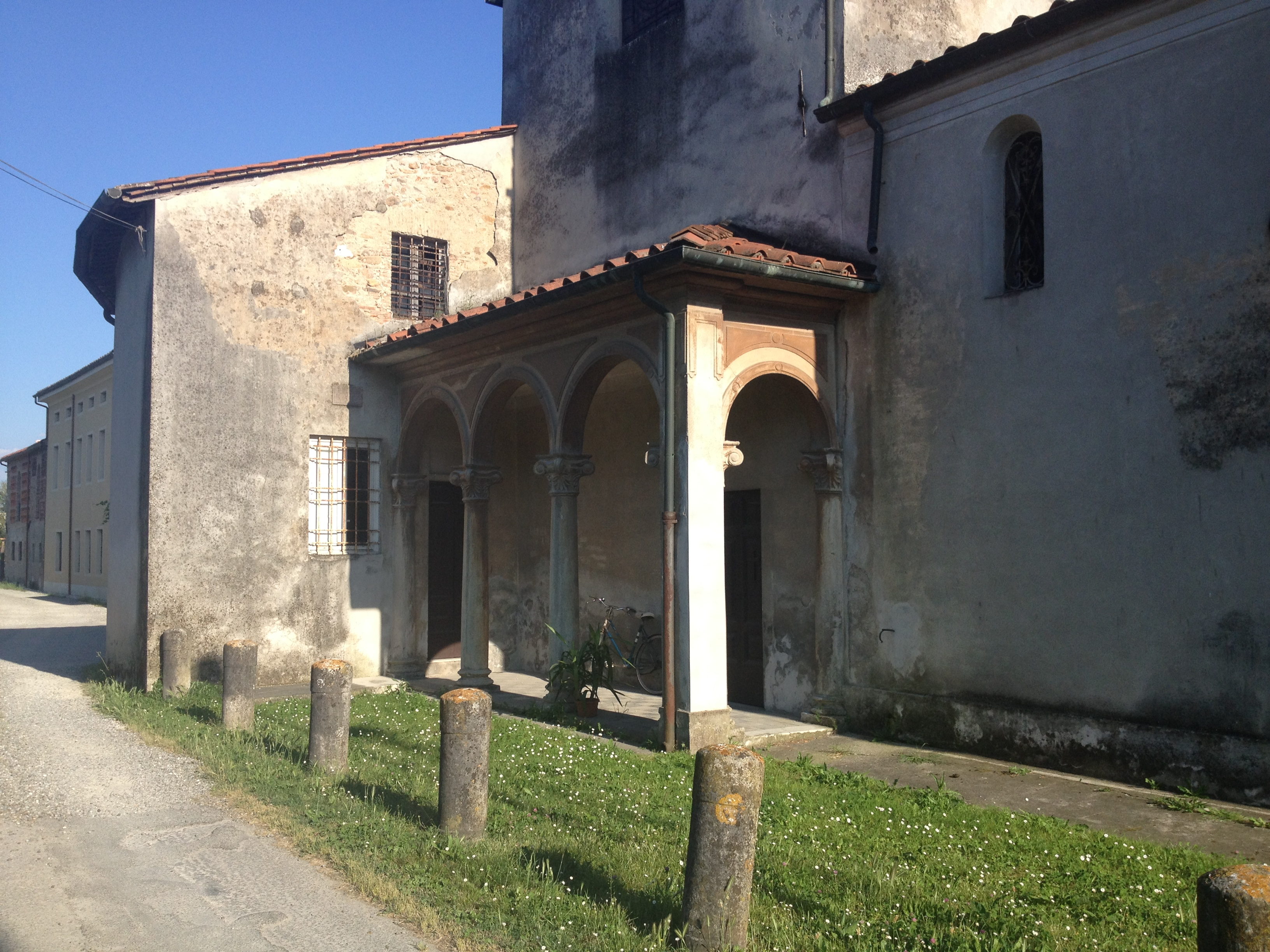
Portico sul lato Nord della chiesa. Una targa sul muro adiacente porta la data del 1609.
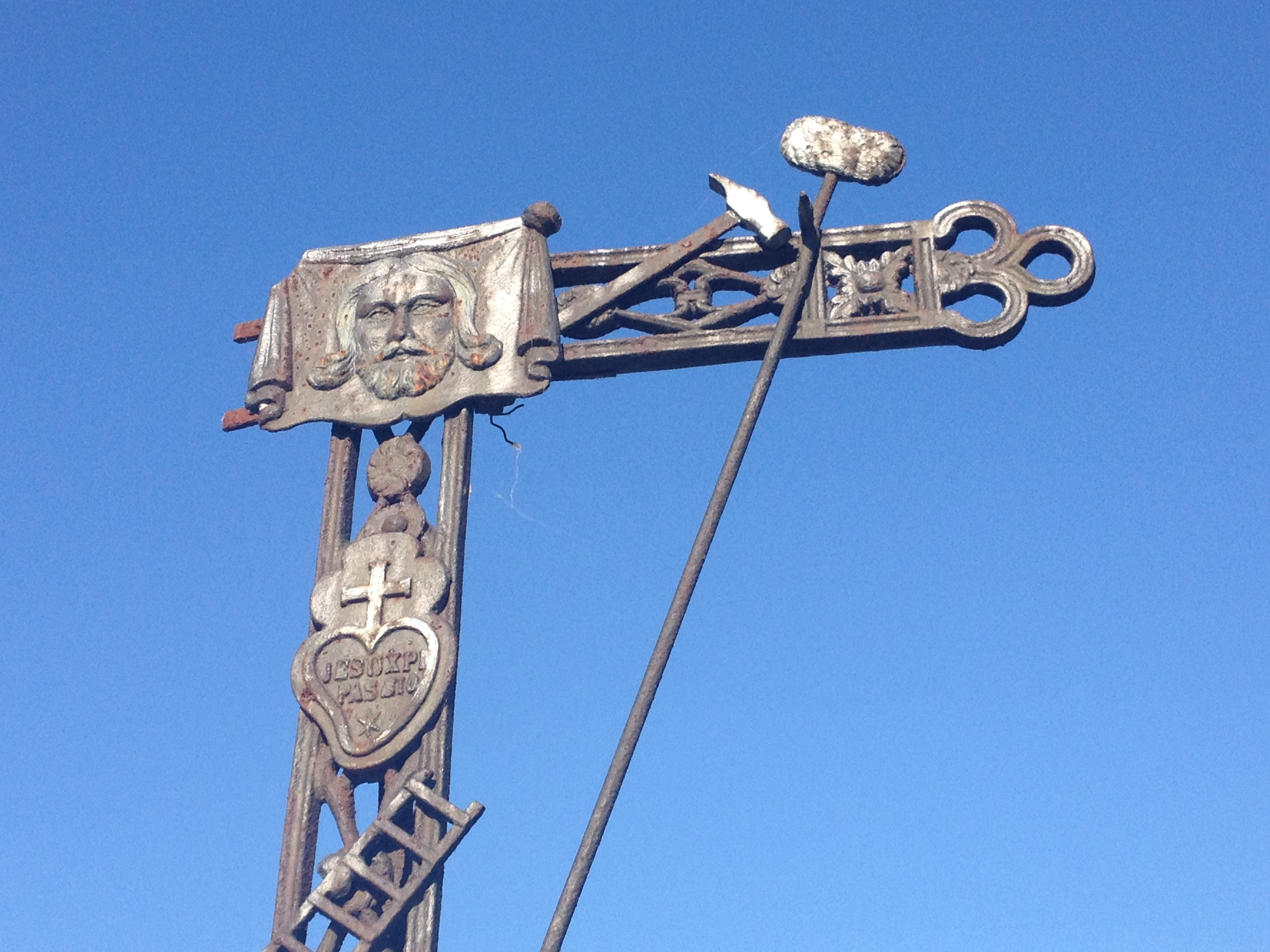
“Croce della Passione" in metallo, mutilata della sommità e di un braccio, eretta a fianco della chiesa.
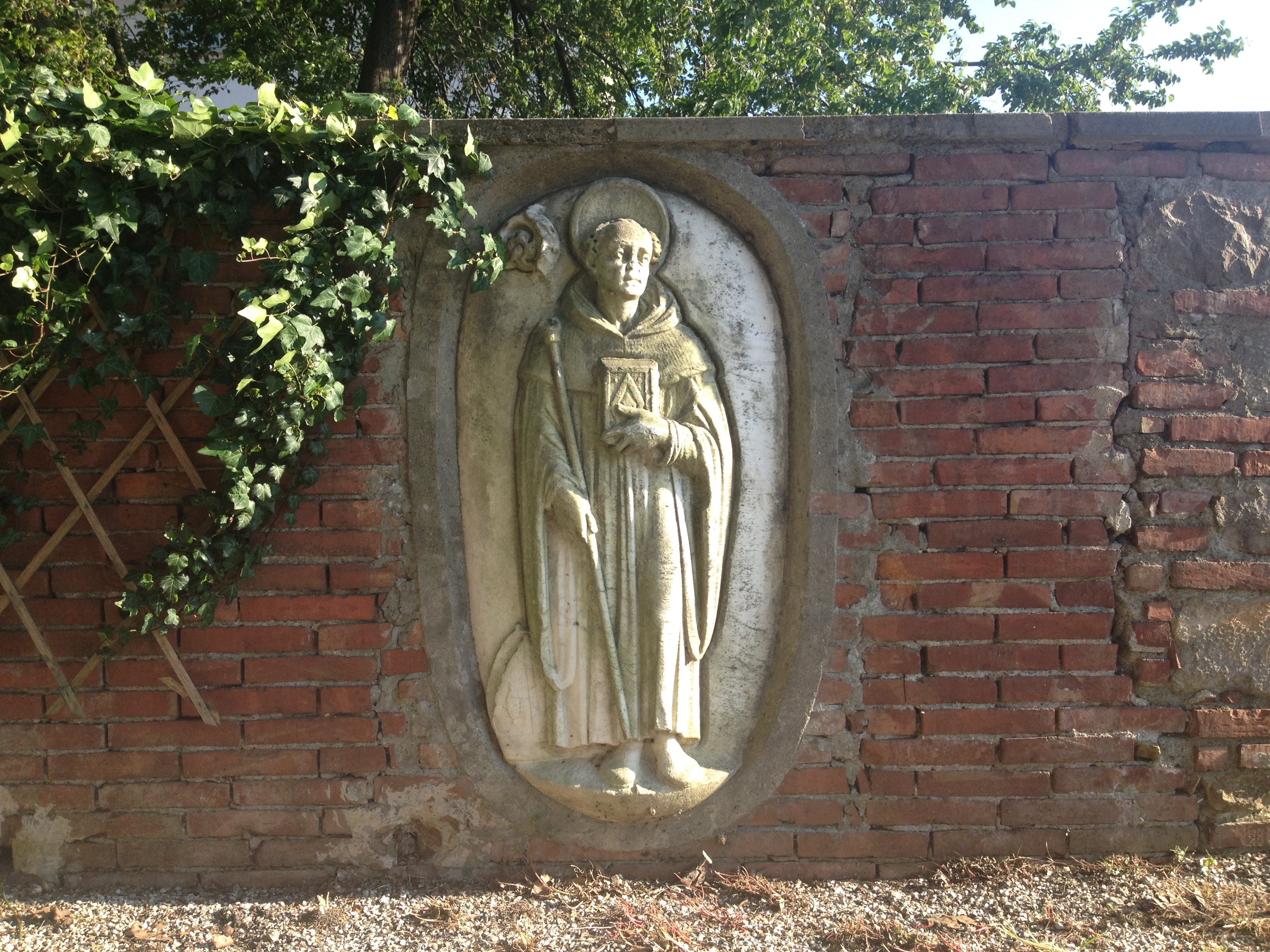
Bassorilievo marmoreo raffigurante S. Bernardo di Chiaravalle, nei pressi del campanile.